# Ecyla Brandão
Ecyla Castanheira Brandão é uma professora e museóloga brasileira.
Lecionou na Escola de Belas Artes da Universidade Federal do Rio de Janeiro de 1950 a 1985. Entre os anos de 1962 e 1982, trabalhou no Museu Histórico Nacional, no Museu Nacional de Belas Artes e no Museu da República, atuando na valorização do acervo, pesquisa, restauração e exposição.
Ao lado de Sígrid Porto de Barros, foi uma pioneira na criação de serviços educativos em museus no Brasil, na década de 1950.
Recebeu a Medalha Henrique Sérgio Gregori do MHN em 1992, a Ordem do Mérito Cultural em 1999 e a Medalha do Mérito Museológico em 2004.